# Geek'd
Geek'd è un singolo della rapper statunitense Bhad Bhabie, pubblicato il 20 settembre 2018 e realizzato in collaborazione con il rapper Lil Baby, presente come featuring.

## Video musicale
Il videoclip è stato pubblicato in concomitanza con l'uscita del singolo, il 20 settembre. Diretto da Nicholaus Goossen, presenta Bhad Bhabie come rapinatrice di gioielli che effettua una rapina nonostante sia sorvegliata dalla polizia. Si alternano delle scene con Lil Baby che canta all'interno di uno schermo.

## Tracce
Testi di Danielle Bregoli, Dominique Jones,Tommy Brown, Khristopher Riddick-Tynes, Leon Thomas III, Jozzy e Brittany B., musiche di The Rascals.
1. Geek'd – 2:14

## Formazione
- Danielle Bregoli − voce, testo
- Dominique Jones − voce, testo
- The Rascals − produzione
- Thierry Chaunay − mastering, missaggio